# Sebacinsäurebis(2-ethylhexyl)ester
Sebacinsäurebis(2-ethylhexyl)ester ist ein Gemisch von drei isomeren chemischen Verbindungen aus der Gruppe der Carbonsäureester, die alle die Summenformel C26H50O4 besitzen.

## Gewinnung und Darstellung
Die Verbindung kann durch Veresterung von Sebacinsäure mit 2-Ethylhexylalkohol unter saurer Katalyse oder alternativ bei hohem Druck gewonnen werden.

## Eigenschaften
Sebacinsäure-bis(2-ethylhexyl)ester ist eine brennbare, schwer entzündbare, farb- und geruchlose Flüssigkeit, die praktisch unlöslich in Wasser ist.

## Isomerie

Die drei Stereoisomeren von Sebacinsäure-bis(2-ethylhexyl)ester

Sebacinsäure-bis(2-ethylhexyl)ester besitzt je ein Stereozentrum an jeder Verzweigungsstelle der beiden 2-Ethylhexylreste, somit gibt es drei Stereoisomere:
- (R,R)-Sebacinsäure-bis(2-ethylhexyl)ester
- (S,S)-Sebacinsäure-bis(2-ethylhexyl)ester
- meso-Sebacinsäure-bis(2-ethylhexyl)ester

In der Technik wird Sebacinsäure-bis(2-ethylhexyl)ester praktisch ausschließlich als Gemisch dieser drei Stereoisomeren erzeugt. In der Regel haben derartige Stereoisomere unterschiedliche physiologische und somit auch toxikologische Eigenschaften.

## Verwendung
Sebacinsäure-bis(2-ethylhexyl)ester wird als Weichmacher (zum Beispiel für Polyisobutylen) und Schmierstoff verwendet. Es ist ein wichtiges Zwischenprodukt für organischen Synthesen von Pharmazeutika, Agrochemikalien und Farbstoffen. Es kann auch zur Erzeugung von stabilen Aerosolen, die sich insbesondere für die Abnahme und Überwachung reinraumtechnischer Anlagen eignen, verwendet werden.